# كيران ماكينا
كيران ماكينا (مواليد 14 مايو 1986) هو مدرب كرة قدم محترف أيرلندي شمالي وُلد في إنجلترا، ولاعب سابق، وهو مدرب إيبسويتش تاون في الدوري الإنجليزي الممتاز.
ولد ماكينا في لندن، ونشأ في أيرلندا الشمالية، ولعب كرة قدم الشباب لصالح نادي إينيسكيلين تاون يونايتد ونادي بالينامالارد يونايتد، قبل الانضمام إلى نادي توتنهام هوتسبير في عام 2002. مثل ماكينا أيرلندا الشمالية في منتخبي تحت 19 سنة وتحت 21 سنة قبل أن يُصاب في الورك ويُرغم على التوقف عن اللعب.
درس العلوم الرياضية في جامعة لوفبرا، بعدها درب ماكينا فريقي توتنهام هوتسبير ومانشستر يونايتد لأقل من 18 سنة، وعمل أيضًا ضمن طاقم الفريق الأول لمانشستر يونايتد كمساعد مدرب، قبل تعيينه مدربًا لنادي إيبسويتش تاون في عام 2021.

## بداياته
وُلِد ماكينا في لندن، ونشأ في مقاطعة فيرماناغ في أيرلندا الشمالية.

## مسيرته الكروية
بدأ ماكينا مسيرته الكروية كلاعب في فريق الشباب في ناديي إنيسكيلين تاون يونايتد وبالينامالارد يونايتد من أيرلندا الشمالية. وانضم إلى توتنهام هوتسبير كلاعب شاب في عام 2002، بعد توقيع عقد منحة دراسية مع توتنهام.
ظهر ماكينا مع أيرلندا الشمالية على مستوى منتخبي تحت 19 سنة وتحت 21 سنة. اختير قائدًا لفريق أيرلندا الشمالية تحت 19 عامًا في بطولة أمم أوروبا تحت 19 سنة 2005 من قبل المدرب مال دوناغي. في عام 2009، وفي سن 22 عامًا، اعتزل ماكينا اللعب بسبب إصابة مستمرة في الورك منعته من الظهور مع الفريق الأول لتوتنهام.

## مسيرته الإدارية

### الأدوار المبكرة والتطور
بعد اعتزاله بسبب إصابة خطيرة في الورك، بدأ ماكينا مسيرته في التدريب أثناء دراسته العلوم الرياضية في جامعة لوفبرا. خلال فترة دراسته، قضى ماكينا بعض الوقت كمدرب للشباب في توتنهام هوتسبير، وليستر سيتي ونوتنغهام فورست، والنادي الكندي فانكوفر وايتكابس.

### توتنهام هوتسبير
بعد تخرجه من جامعة لوفبرا، تم تعيين ماكينا كرئيس لتحليل أداء الأكاديمية في توتنهام هوتسبير. عُرض عليه دور مدرب الأكاديمية في ليفربول، لكنه بقي في توتنهام، حيث درب فئات عمرية مختلفة في أكاديمية توتنهام، قبل أن يتم تعيينه مسؤولاً عن فريق توتنهام هوتسبير تحت 18 عامًا. خلال فترة عمله في توتنهام، قاد ماكينا فريق تحت 18 عامًا إلى الدور نصف النهائي من كأس الاتحاد الإنجليزي للشباب في عام 2015.

### مانشستر يونايتد
في أغسطس 2016، ترك ماكينا منصبه في توتنهام من أجل الانضمام إلى أكاديمية مانشستر يونايتد، ليصبح مدربًا لفريق تحت 18 عامًا في النادي. في موسمه الثاني كمسؤول عن فريق تحت 18 عامًا، قاد ماكينا مانشستر يونايتد إلى لقب الدوري الإنجليزي الممتاز للقسم الشمالي.
جنبًا إلى جنب مع لاعب يونايتد السابق مايكل كاريك، تمت ترقية ماكينا إلى طاقم تدريب الفريق الأول وحل محل روي فاريا كمساعد مدرب لجوزيه مورينيو، قبل انطلاق موسم الدوري الإنجليزي الممتاز 2018–19.
بعد بداية سيئة لموسم 2018–19، غادر مورينيو يونايتد في 18 ديسمبر 2018، وعوضه في اليوم التالي مهاجم يونايتد السابق أوله غونار سولشار، الذي شغل منصب المدرب المؤقت، واحتفظ بكل من ماكينا وكاريك في مناصبهما التدريبية. بعد رحيل سولشاير عن منصب كمدرب ليونايتد في نوفمبر 2021، احتُفظ بماكينا في منصبه من قبل المدرب المؤقت رالف رانغنيك.

## مسيرته التدريبية

### إيبسويتش تاون

#### 2021–24: البداية في منتصف الموسم والصعود المتتالي

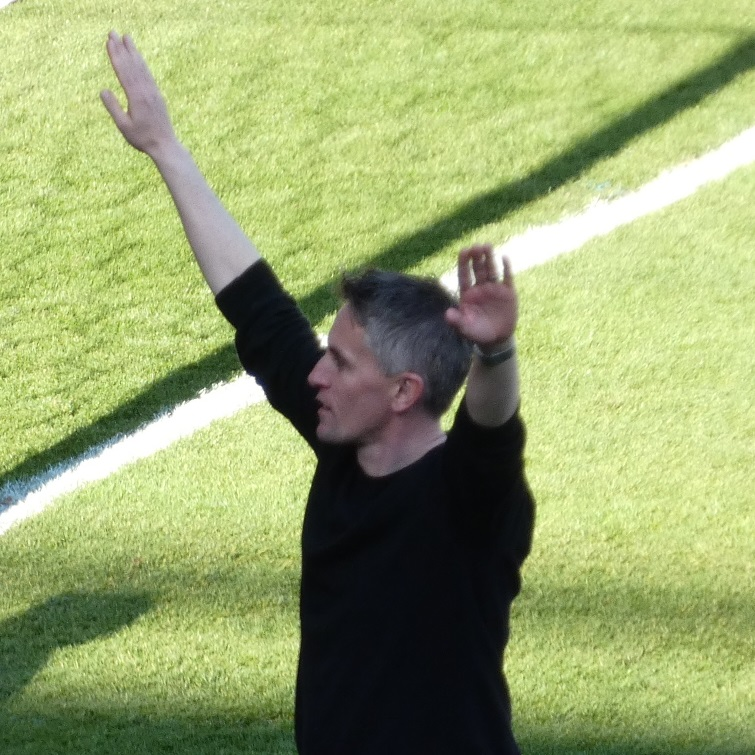
ماكينا بعد أن ضمن إيبسويتش تاون الصعود إلى دوري البطولة الإنجليزية في عام 2023.

في 16 ديسمبر 2021، نُصِّبَ ماكينا مدربًا لفريق إيبسويتش تاون من الدرجة الأولى، ووقع عقدًا لمدة ثلاث سنوات ونصف. تولى المسؤولية رسميًا في 20 ديسمبر، إلى جانب مساعده مارتن بيرت. شهدت أول مباراة لماكينا في قيادة إيبسويتش فوز فريقه 1–0 على ويكمب وندررز في بورتمان رود. انتهت أول مباراة لماكينا خارج أرضه بالفوز 4–0 على غيلينغهام. عرف أداء إيبسويتش تحسنًا سريعًا بعد وصول ماكينا إلى الفريق، حيث فاز بسبع من أول عشر مباريات له، وحافظ على نظافة شباكه في سبع مباريات. تحت قيادة ماكينا، خاض إيبسويتش 11 مباراة دون هزيمة خلال شهري فبراير ومارس، بما في ذلك تسجيل رقم قياسي جديد للنادي بعدم استقبال أي هدف، متجاوزًا الرقم القياسي السابق البالغ 547 دقيقة. على الرغم من التحسن في الأداء، فشل إيبسويتش في الوصول إلى المباريات الفاصلة لدوري الدرجة الأولى، وانتهى به الأمر في المركز الحادي عشر في دوري الدرجة الأولى. أنهى إيبسويتش موسم 2021–22 بالفوز على أرضه 4–0 ضد تشارلتون أثلتيك في 30 أبريل.

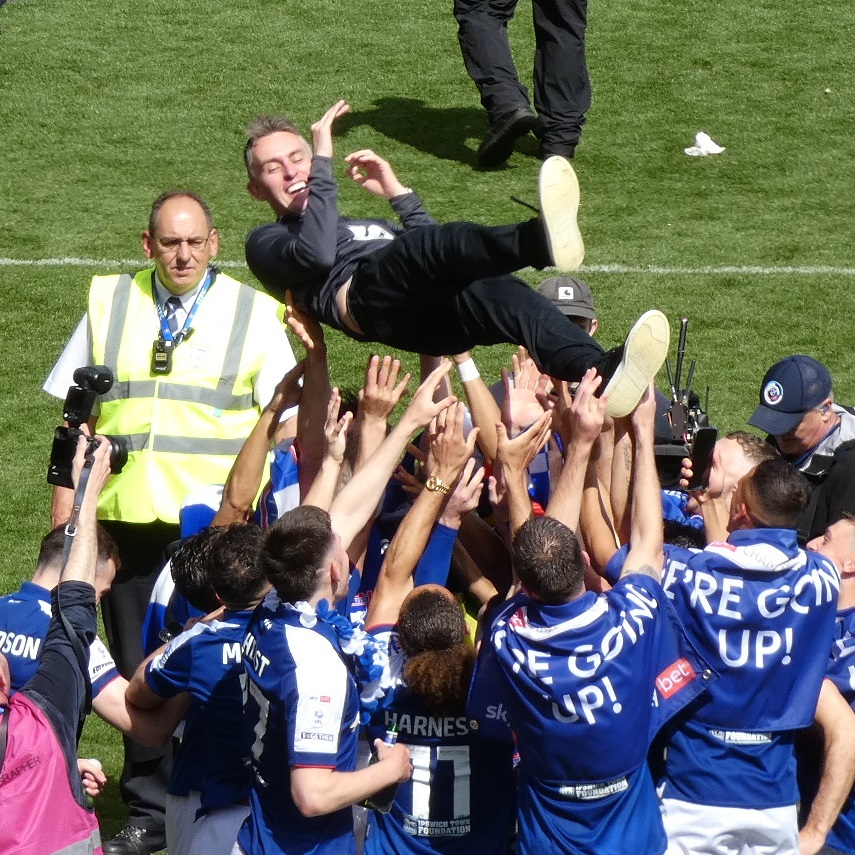
لاعبو إيبسويتش تاون يحتفلون بماكينا بعد الصعود إلى الدوري الإنجليزي الممتاز في عام 2024.

خلال موسم 2022–23، حصل ماكينا على جائزة أفضل مدرب في دوري الدرجة الأولى الإنجليزي لشهر مارس 2023 حيث حافظ فريقه على سعيه للصعود بشكل مباشر. في 29 أبريل 2023، ضمن إيبسويتش الصعود إلى دوري البطولة الإنجليزية بعد فوزه على إكستر سيتي 6–0 على أرضه. حصل لاحقًا على جائزة أفضل مدرب لشهر أبريل. أنهى إيبسويتش الموسم في المركز الثاني في دوري الدرجة الأولى ليحصل على صعود تلقائي إلى دوري البطولة الإنجليزية، بعد سلسلة من 19 مباراة دون هزيمة. في نهاية موسم 2022–23، وقع ماكينا عقدًا جديدًا لمدة أربع سنوات، مدد إقامته في بورتمان رود حتى عام 2027.
بدأ إيبسويتش موسم 2023–24 بشكل جيد، بتحقيق أربعة انتصارات وتعادل، وقد منحت هذه السلسلة الإيجابية من النتائج، ماكينا جائزة أفضل مدرب فيدوري البطولة الإنجليزية لشهر سبتمبر. ظفر بالجائزة للمرة الثانية في مارس 2024 حيث فاز إيبسويتش بأربع من مبارياته الخمس في مارس، وحافظ الفريق على أماله في التأهل المباشر للدوري الممتاز. حصل ماكينا على جائزة أفضل مدرب في دوري كرة القدم الإنجليزية لموسم 2023–24 حيث احتل إيبسويتش المركز الثاني في دوري البطولة الإنجليزية ليصعد بشكل مباشر إلى الدوري الإنجليزي الممتاز.
جمع فريق إيبسويتش بقيادة ماكينا 194 نقطة وسجل 193 هدفًا على مدار موسمين حيث أصبح أول ناد منذ ساوثهامبتون في عام 2012 يضمن الصعود مرتين متتاليتين من الدوري الإنجليزي الدرجة الأولى إلى الدوري الإنجليزي الممتاز.
على الرغم من اقتراب تشيلسي وبرايتون أند هوف ألبيون من التعاقد معه، وقع ماكينا عقدًا جديدًا لمدة أربع سنوات مع إيبسويتش حتى عام 2028.

#### 2024–25: العودة إلى الدوري الممتاز
لم تكن بداية ماكينا في الدوري الممتاز جيدة، بعد أن خسر ثلاث مباريات متتالية لأول مرة، بعد هزيمة على أرضه أمام ليفربول، وهزيمة خارج أرضه أمام مانشستر سيتي، ثم الخسارة بركلات الترجيح أمام إيه أف سي ويمبلدون في كأس الدوري. حصد إيبسويتش أول نقطة له في موسم الدوري الإنجليزي الممتاز بالتعادل 1–1 مع فولهام. امتدت سلسلة النتائج السلبية الخالية من الانتصارات مع إيبسويتش إلى تسع مباريات، بعد أن هُزموا على أرضهم أمام إيفرتون في 19 أكتوبر. كانت هذه أسوأ بداية لإيبسويتش في موسم منذ 2018–19.
تواجد إيبسويتش تحت قيادة ماكينا في المراكز الثلاثة الأخيرة بالدوري لأول مرة في ذلك الموسم بعد خسارته 4–3 أمام برينتفورد. حقق ماكينا فوزه الأول في الدوري الإنجليزي الممتاز، على حساب توتنهام هوتسبير بنتيجة 2–1 خارج أرضه يوم 10 نوفمبر، مما أخرج إيبسويتش من منطقة الهبوط. كان هذا أول فوز لإيبسويتش في الدوري الممتاز منذ أبريل 2002. في 30 ديسمبر 2024، فاز إيبسويتش بمباراته الثالثة في الموسم (وأول فوز على أرضه في الدوري الممتاز منذ عام 2002) بنتيجة 2–0 على تشيلسي.

## ردود الفعل
بعد وصول ماكينا كمدرب للفريق مانشستر يونايتد تحت 18 عامًا، أشاد إندي بونن، الذي كان لاعبًا شابًا في يونايتد في ذلك الوقت، بماكينا قائلاً: "لقد غيّر كل شيء. كانت الطريقة التي تدربنا بها هي الطريقة التي لعب بها الخصم يوم السبت. إذا لعبت ضد وست بروميتش ألبيون، فإنك تتدرب على طريقة لعبهم وتركز على نقاط ضعفهم".
دعم جيم ماجيلتون، مدير الأداء المتميز في الاتحاد الأيرلندي لكرة القدم، وجهة نظر بونين لماكينا قائلاً: "إنه مخطط دقيق ومع ذلك فإن كل جلسة عفوية. لا شيء ثابت. إنه يضبط الجلسة وفقًا لكيفية اللاعبين ويحصل على ما يريد من الجلسة. كل شيء مرتبط ومرتبط باللعبة. لا شيء للاستعراض - يجب أن يكون الأمر متعلقًا باللعبة".

## حياته الشخصية
ماكينا متزوج ولديه طفلان.
منذ طفولته، كان ماكينا من مشجعي مانشستر يونايتد، حيث زعمت التقارير أن حبه للنادي أثر على قراره بمغادرة توتنهام هوتسبير من أجل التواجد مع الشياطين الحمر في عام 2016.
لعب ماكينا أيضًا كرة القدم الغيلية لصالح فرق الدرجة الثانية في نادي إنيسكيلين جايلز. في عام 2024، حصل ماكينا على الدكتوراه الفخرية من جامعة سوفولك.

## إحصائيات التدريب
آخر تحديث بعد المباراة التي لُعبت يوم 30 ديسمبر 2024.
| إيبسويتش تاون | 20 ديسمبر 2021 | الحاضر  | 151 | 78 | 43 | 30 | 051٫66 |
| المجموع       | المجموع        | المجموع | 151 | 78 | 43 | 30 | 051٫66 |

## الإنجازات

### كمدرب
مانشستر يونايتد تحت 18 سنة
- الدوري الإنجليزي الممتاز تحت 18 سنة للقسم الشمالي: 2017–18[5]

الفردية
- مدرب الشهر في دوري الدرجة الأولى الإنجليزي: مارس 2023،[42] أبريل 2023[43]
- مدرب الشهر في دوري البطولة الإنجليزية: سبتمبر 2023،[23] مارس 2024[24]
- مدرب العام في دوري البطولة الإنجليزية: 2023–24[25]
- مدرب العام من LMA: 2023–24[44]
- LMA جوائز – مدرب العام في دوري البطولة الإنجليزية: 2023–24[44]

## وصلات خارجية
- Profile at the Ipswich Town F.C. website